# Krigsmuseet
 Der er for få eller ingen kildehenvisninger i denne artikel, hvilket er et problem. Du kan hjælpe ved at angive troværdige kilder til de påstande, som fremføres i artiklen.

Krigsmuseet, indtil juli 2018 under navnet Tøjhusmuseet,  er et kulturhistorisk specialmuseum for dansk våben- og krigshistorie. Museet er beliggende på Slotsholmen i København. Nærmere bestemt mellem Christiansborg og Søren Kierkegaards Plads i Christian 4.s Tøjhus fra 1604. Det er oprettet i 1928/37.
Museet er en del af Nationalmuseet. Tøjhusmuseet har en samling på flere tusind håndvåben og flere end hundrede kanoner. Hertil kommer en stor samling køretøjer – kampvogne, jeeps, lastbiler, motorcykler m.m. – og flyvemaskiner. Søværnet er blandt andet repræsenteret af skibsmodeller og tableauer af søslag. Museet har desuden en meget stor samling uniformer fra såvel Danmark som udlandet. Endelig har museet også store mængder af andre genstande beregnet til brug i krig.
Krigsmuseet har været under Kulturministeriets ressortområde siden 1960. Før dette lå museet under Krigsministeriet og Forsvarsministeriet. I 2004 blev museet lagt sammen med et andet forsvarshistorisk museum i København – Orlogsmuseet – som lå på Christianshavn og formidlede Søetatens og Søværnets historie fra 1500 og frem. Disse blev tilsammen kaldt Statens Forsvarshistoriske Museum. Pr. 1. januar 2014 blev Tøjhusmuseet (sammen med Orlogsmuseet) lagt ind under Nationalmuseet. Orlogsmuseet lukkede ved udgangen af 2015, hvorefter dets samlinger blev flyttet til Krigsmuseet.

## Historie

### Udstillingerne
I 1928 blev museet under ledelse af kaptajn Johan Stöckel oprettet som en selvstændig institution under Krigsministeriet. Det var hensigten, at museet skulle formidle den danske våben- og krigshistorie samt fremvise nogle af de unikke samlinger[kilde mangler], som var på stedet.
Der har været våben i Tøjhuset siden kong Christian 4.s. Tøjhuset er bygget som en arsenalsbygning til Søetaten, men her var ikke kun våben til brug i de konflikter, kongen konstant var i, men også curiosavåben og kunstgenstande fra tidligere royale og fyrstelige samlinger fra middelalderen. Christian 4. selv var nemlig meget interesseret i gamle våben og spændende genstande fra tidligere tider.[kilde mangler]
Således var det museum, der blev oprettet i 1928, ikke den første samlingsudstilling i Tøjhusets store bygning. Fra 1830’erne havde en del af våbensalen været indtaget af Den Historiske Vaabensamling. Her havde rustmester Georg Christensen opstillet og ophængt en stor mængde gamle våben i kunstfærdige mønstre på væggene.
Det var denne ophængning af museumsgenstande i kunstfærdige, uvidenskabelige mønstre, som Stöckel skulle lave om på. Dette skete på et tidspunkt, hvor museer generelt gik mere og mere over til at være videnskabelige, fagligt forankrede institutioner. Tidligere havde museer først og fremmest været raritetskabinetter, hvor fokus nærmere lå på besynderligheder i naturen end på en folkeoplysende, institutionel ”opdragelse” af folket. 
Den Historiske Vaabensamling og personalet herfra fik dog stor indflydelse på, hvordan det nye museum og de nye udstillinger skulle tage sig ud. Derfor blev museet helt fra de allerførste år et decideret våbenmuseum snarere end et krigs- eller forsvarsmuseum. Mange af de våben og genstande, som Christensen havde hængt op i forskellige mønstre, blev genbrugt i Stöckels genopstilling af genstandene. Forskellen var dog, at nu var de ikke længere tilfældigt placeret dér, hvor de passede ind i mønstret, men derimod opstillet efter et videnskabeligt forbillede – våbnene blev opstillet i kronologisk rækkefølge og i typer.
Stöckel færdiggjorde opsætningen af det nye museum i 1937. Da han var færdig, var Våbensalen (dvs. 1. sal) i Tøjhuset fyldt med række efter række af skyde- og blankvåben. En næsten komplet kronologisk samling af håndvåbnenes historie. I stueplanet – Kanonhallen – havde Stöckel fået opstillet en lang række artilleripjecer. Der var kanoner af de allertidligste typer fra starten af 1500-tallet og  frem til de kanoner, som hæren benyttede sig af på Stöckels egen tid. Denne udstilling stod efterfølgende næsten urørt gennem mange årtier. Der blev dog lagt flere våben til i takt med udviklingen.
I Tøjhusmuseets gård lå efter 2.verdenskrig og ind til maj 2005 et af de fire kanonrør, der skulle bruges i Tirpitz-stillingen. Det 111 tons tunge kanonrør blev flyttet til Museumscenter Hanstholm.

### Nyere udvikling
Omkring 2010 besluttede museets ledelse, at det var nødvendigt med en gennemgribende opdatering af såvel udstillingen som de museologiske principper bag. Frem til ultimo 2012 lavede museets ansatte derfor den permanente udstilling om, begyndende med førstesalen. Tanken var at hele museet skulle fremstå som et moderne kulturformidlende museum. Projektgruppen til den nye udstilling arbejdede under titlen ”Krig og Menneske”, og der var dermed – i den nye permanente udstilling – et større fokus på de menneskelige aktører i krigen. Det store fokus på våben og våbenudvikling igennem århundrederne blev ændret til et altoverskyggende fokus på Danmarks rolle som krigsdeltager og på de folk, som besluttede, udkæmpede, vandt eller tabte krigene.
I 2004 blev Tøjhusmuseet og Orlogsmuseet lagt sammen i Statens Forsvarshistoriske Museum. I praksis var der dog stadig tale om to fysisk adskilte museer, idet Orlogsmuseet med fokus på Søværnet lå i det gamle Søkvæsthuset på Christianshavn. Statens Forsvarshistoriske Museum blev nedlagt 1. januar 2014, hvorefter de to museer blev underlagt Nationalmuseet. Året efter besluttede Nationalmuseet imidlertid at lukke Orlogsmuseet som et selvstændigt museum pr. 1. januar 2016. Dets samlinger blev så flyttet til Tøjhusmuseet i løbet af 2016. Tanken var at man på den bedre kunne formidle sammenhængen mellem søkrig og landkrig.
Tøjhusmuseet skiftede navn til Krigsmuseet i juli 2018.

### Samlingerne
Tøjhusmuseets samling er en blanding af omkring 40 større og mindre samlinger fra nær og fjern, og det er en af Europas største samlinger af hånd- og pragtvåben. Det er dog langt fra udelukkende samlinger af danske krigsvåben og -materiel, der udgør museets samlede genstande. Der er også faner, medicinsk udstyr, diverse tilbehør til krig, køretøjer og flyvemaskiner, jagtvåben, frit lejde-våben, asiatiske våben, uniformer fra nær og fjern, samt en samling af feltsenge og andet. Det ældste skydevåben i museets samling er Vedelspangbøssen, som er en hagebøsse fra middelalderen dateret til omkring år 1400.
En af de absolut fornemste dele af museets samlinger er den Gottorpske Våbensamling. Samlingen består af en stor mængde rustninger og våben samt andet krigsmateriel fra de Gottorpske fyrsters arsenal. Der er et utal af unikke[kilde mangler] jagt- og pragtbøsser, samt rustninger med guld- og sølvridsninger. 
Ud over denne samling er museets samling af pragtuniformer fra den russiske zartid også helt unik.[kilde mangler] Flere af uniformerne er næsten unikaer[kilde mangler], efter at den bolsjevikiske revolution omstyrtede zarvældet og ændrede landet og militæret meget grundlæggende. Disse uniformer blev udstillet i en særudstilling fra den 15.1.2003 til den 31.12.2003.
De russiske uniformer var ikke enestående i den måde, de blev fremvist på. Mange af disse genstande har kun set dagens lys i forbindelse med en af de mange særudstillinger, som museet har præsenteret i løbet af årene. 
Den permanente udstilling har først og fremmest omhandlet våbnene, som har med den danske krigshistorie at gøre. I den nye udstilling vil man forsøge at inddrage nogle af de uendeligt mange interessante genstande, som tidligere har været berøvet en plads i rampelyset. Samtidig indgår der i planerne med den Permanente Udstilling et projekt med nogle samlingsmontrer, en række store montrer med et udvalg af nogle forskellige samlinger. For eksempel Curiosa- og kitchsamlingen, den Asiatiske Samling og det Gottorpske Våbenkammer.

### Særudstillinger før og nu
Tøjhusmuseet har løbende særudstillinger, hvor det er museets mål at fortælle nogle af de historier, som ikke bliver fortalt så tit. Tøjhusmuseets lokaler har også flere gange været brugt som et udstillingslokale for kunst – senest i 2007, med udstillingen PopGun.
Liste over de sidste særudstillinger på Tøjhusmuseet:
- Vaagen Mand er Ond at Vække – Svenskekrigene 1563-1720 5. oktober 2001 – 20. november 2003.
- En Pragtfuld Tid – Russiske galauniformer på kejserinde Dagmars tid 1866-1917 15. januar 2003 – 31. december 2003.[9]
- Danmarks Skæbnetimer – Historiens Myter – Svenskekrigene i 1800- og 1900-tallets fremstillinger 23. maj 2003 – 2. november 2003.
- Maskingeværets Kulturhistorie 1860-1920 27. januar 2004 – 27 februar 2005.
- Sovjetiske Specialstyrker i Afghanistan i 1980’erne – En udstilling om specialstyrker og den asymmetriske krig 11. juni 2004 – 15. august 2005.[10]
- Tøjhusmuseets fyrværkeriudstilling 26. november 2004 – 29. december 2004.
- RØD – den menneskelige konflikt 5. marts – 15. august 2005.
- Rødkjoler – fra den hvervede hærs tid 10. juni 2005 – 19. august 2007.[11]
- Renæssancens krigskunst – fra fyrstekammer til slagmark 1. april – 30. december 2006[12]
- PopGun 5. oktober – 30- december 2007.[13]
- Den Fjerne Krig - Dansk Soldat i Afghanistan - 2010 - 2016.[14]
- 1864 - Afslutning og Begyndelse - marts 2014 - 30. december 2014.[15]

## Bygningens og områdets historie
Allerede ved Christian 4.s kroning i 1596 var der tale om, at der skulle bygges et nyt tøjhus til de danske styrker. Og den unge konge går allerede i 1598 i gang med det enorme projekt. Tøjhuset i København var, da det stod færdigt, den største bygning der eksisterede i byen. Den har sandsynligvis også været det største, eller et af de største, tøjhuse i verden på sin tid. 
Christian 4. byggede tøjhuset for at styrke sin flåde. Af denne årsag var Tøjhusanlægget oprindeligt bygget rundt om et stort havnebassin. Et cirka 4 meter dybt bassin, hvori de store trækrigsskibe kunne blive trukket ind. Herinde kunne skibene så udrustes med reb, kanoner, krudt, håndvåben, sejl og øl fra Kongens Bryghus. Her var alle de vigtigste funktioner samlet, så skibene ikke behøvede sejle rundt på hele havnefronten for at få de ting om bord, som var nødvendige.
Tøjhusanlægget blev anlagt på Slotsholmen, lige bag ved kongeslottet. Slotsholmen var et af magtens absolutte centre i Danmark dengang (som i dag). Her var store dele af den kongelige magt samlet, og derfor var det også naturligt, at kongen ønskede sit våbenlager tæt på.

### Istedløven
Foran Tøjhuset, ud mod vandet på Søren Kirkegaards Plads, har der i mange år stået en stor statue af en løve. Løven kaldes på dansk Istedløven.
Den har stået på pladsen siden Anden Verdenskrig, hvor den på initiativ af Henrik V. Ringsted blev kørt til Danmark af amerikanske tropper. Indtil da havde den stået i Berlin, hvortil den blev ført efter nederlaget i 1864.. Løven var oprindeligt et monument over Slaget ved Isted og udført af den danske billedhugger H.W. Bissen rejst på Flensborg Kirkegård i 1862.
Der har igennem tiden været meget diskussion om, hvorvidt løven skulle blive stående i København eller flyttes tilbage til sin oprindelige placering i Flensborg. I 2009 blev det politisk besluttet, at den skulle tilbage til Tyskland, og den 26. marts 2010 blev den flyttet fra sin sokkel på Søren Kierkegaards Plads ind i Tøjhusmuseets gård, hvor den fik udbedret skader og blev gjort klar til transporten til Tyskland. Den blev overført til Flensborg i 2011.

## Andre aktiviteter

### Middelaldermarked
En af Krigsmuseets største attraktioner er et middelaldermarked i efterårsferien. Markedet bliver traditionelt åbnet til Københavns Kulturnat fredagen på til ferien. Markedet foregår i gården bag museet og har flere stadeholdere og aktiviteter for børn. I flere år har man haft ridderturneringer, hvor bl.a. frilandsmuseet Middelaldercentret ved Nykøbing Falster har udført turneringerne i flere år og deltaget med boder. I 2018 udførte Middelaldercentret igen en ridderturnering i forbindelse med Københavns kulturnat.

### Skoler
Museet har siden 1995 haft en skoletjeneste Arkiveret 17. februar 2010 hos  Wayback Machine. I skoletjenesten har skoleklasser fra børnehavealderen og op til gymnasieniveau mulighed for at få en rundtur på et af de museer eller på skibene på Holmen, som hører under Statens Forsvarshistoriske Museum. 
Skoleklasserne kan vælge mellem flere forskellige ture med fokus på forskellige dele af den danske krigshistorie.

### Udgivelser fra museets forlag
Statens Forsvarshistoriske Museum udgav en række værker om dansk og international våben- og krigshistorie. Herunder publikationsrækken Forsvarshistoriske Skrifter samt diverse individuelle udgivelser og hæfter.
De fleste af udgivelserne kan købes i museets kiosk eller bestilles hos lokale boghandlere. Mange af bøgerne er ligeledes tilgængelige på de lokale biblioteker.

## Ledelse
Denne liste er ufuldstændig; hjælp gerne med at udfylde den.
- 1928-1937 Johan Stöckel
- 1966-1978 Arne Hoff
- 1978-1988 Finn Askgaard
- 1988-2012 Ole L. Frantzen
- 2012-2023 Jens Carl Kirchmeier-Andersen
- 2023-nu David Høyer